# Mézel
Mézel är en kommun i departementet Alpes-de-Haute-Provence i regionen Provence-Alpes-Côte d'Azur i sydöstra Frankrike. Kommunen ligger  i kantonen Mézel som ligger i arrondissementet Digne-les-Bains. År 2022 hade Mézel 617 invånare.

## Befolkningsutveckling
Antalet invånare i kommunen Mézel
Referens: INSEE